# Hrabovec
Hrabovec é um município da Eslováquia, situado no distrito de Bardejov, na região de Prešov. Tem 7,85 km² de área e sua população em 2018 foi estimada em 511 habitantes.

## Demografia
| Ano:        | 1994 | 2004    | 2014   | 2024   |
| ----------- | ---- | ------- | ------ | ------ |
| Broj ljudi: | 451  | 502     | 527    | 496    |
| Razlika:    |      | +11,30% | +4,98% | -5,88% |

| Ano:               | 2023 | 2024   |
| ------------------ | ---- | ------ |
| Número de pessoas: | 495  | 496    |
| Diferença:         |      | +0,20% |